# Lockport (Illinois)
Lockport ist eine Stadt (mit dem Status „City“) im Will County des US-amerikanischen Bundesstaates Illinois. Im Jahr 2020 hatte Lockport 26.094 Einwohner.
Lockport ist Bestandteil der Metropolregion Chicago.

## Geographie
Lockport liegt im südwestlichen Vorortbereich von Chicago. Am Westrand der Stadt befindet sich mit dem Chicago Sanitary and Ship Canal der wichtigste Teil des Illinois Waterway sowie der parallel dazu verlaufende Des Plaines River, einer der beiden Quellflüsse des in den Mississippi mündenden Illinois River. 
Das Stadtgebiet erstreckt sich über eine Fläche von 30 km². Der westliche Teil von Lockport liegt in der Lockport Township, der östliche in der Homer Township.
Benachbarte Orte von Lockport sind Lemont (12 km nordöstlich), Homer Glen (10 km östlich), New Lenox (15 km südöstlich), Ingalls Park (9 km südlich), Joliet (8 km südsüdwestlich), Fairmont und Crest Hill (an der südwestlichen Stadtgrenze) und Romeoville (8,4 km nordnordwestlich).
Das Stadtzentrum von Chicago befindet sich 57 km nordöstlich, nach Rockford sind es 160 km in nordwestlicher Richtung, Wisconsins Hauptstadt Madison liegt 252 km ebenfalls nordwestlich und nach Milwaukee sind es 180 km in nördlicher Richtung.

## Verkehr

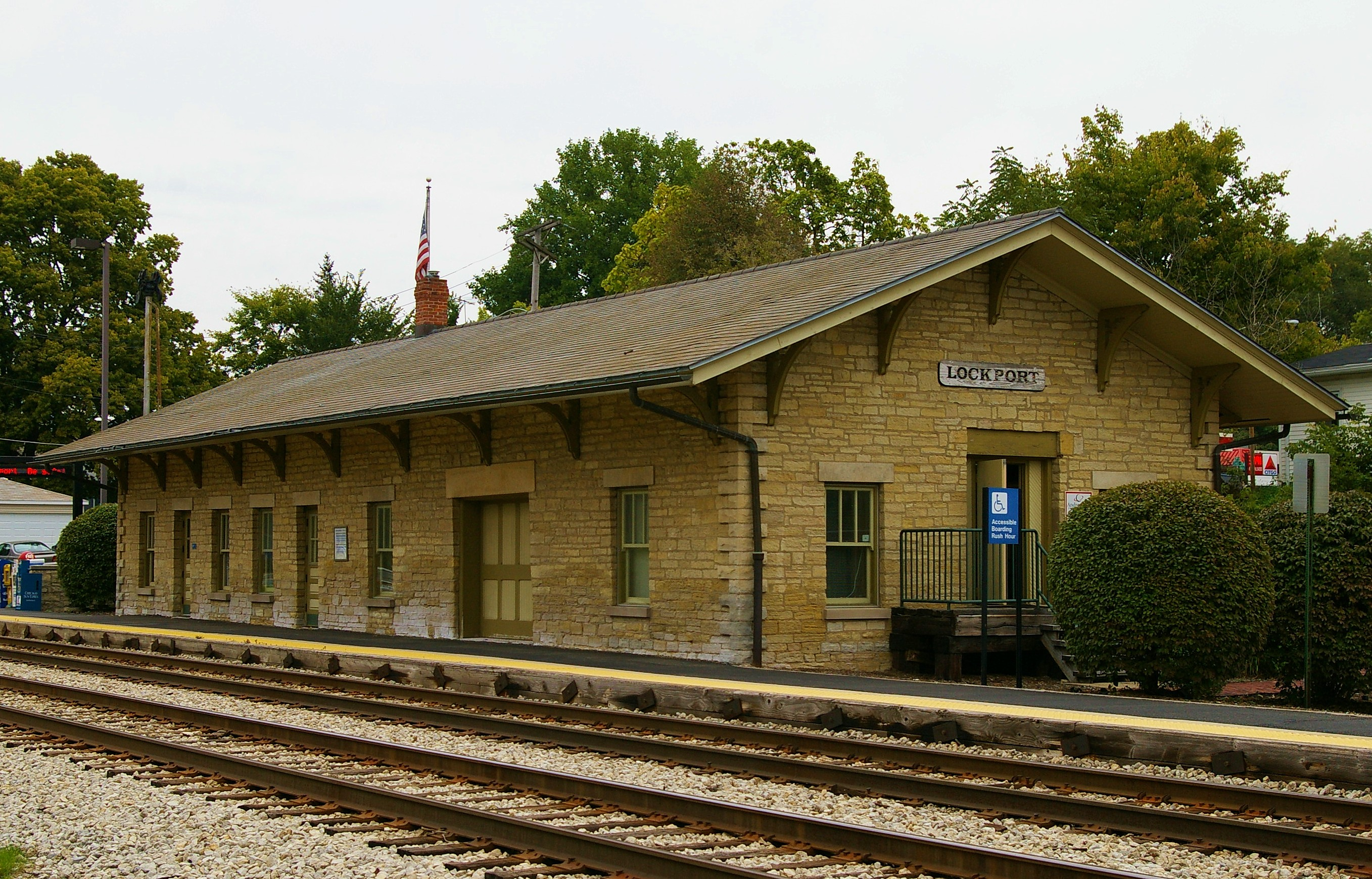
METRA-Station Lockport

Entlang des östlichen Stadtrandes von Lockport verläuft die Interstate 355, die äußere südwestliche Umgehungsstraße des Großraums Chicago. Im Stadtzentrum kreuzen die Illinois State Routes 7 und 171. Alle weiteren Straßen sind untergeordnete Fahrwege sowie innerstädtische Verbindungsstraßen.
Mit dem Heritage Corridor führt durch das Zentrum von Lockport eine Linie der METRA, ein mit einer deutschen S-Bahn vergleichbares Nahverkehrssystem des Großraums Chicago. Innerhalb der Stadt existiert ein Haltepunkt der METRA.
Der O’Hare International Airport von Chicago befindet sich 58 km nordnordöstlich von Lockport.

## Bevölkerung
Nach der Volkszählung im Jahr 2010 lebten in Lockport 24.839 Menschen in 8857 Haushalten. Die Bevölkerungsdichte betrug 828 Einwohner pro Quadratkilometer. In den 8857 Haushalten lebten statistisch je 2,79 Personen. 
Ethnisch betrachtet setzte sich die Bevölkerung zusammen aus 93,6 Prozent Weißen, 1,4 Prozent Afroamerikanern, 0,1 Prozent amerikanischen Ureinwohnern, 1,3 Prozent Asiaten sowie 2,1 Prozent aus anderen ethnischen Gruppen; 1,4 Prozent stammten von zwei oder mehr Ethnien ab. Unabhängig von der ethnischen Zugehörigkeit waren 8,2 Prozent der Bevölkerung spanischer oder lateinamerikanischer Abstammung. 
29,0 Prozent der Bevölkerung waren unter 18 Jahre alt, 62,2 Prozent waren zwischen 18 und 64 und 8,8 Prozent waren 65 Jahre oder älter. 50,7 Prozent der Bevölkerung waren weiblich.
Das mittlere jährliche Einkommen eines Haushalts lag bei 77.220 USD. Das Pro-Kopf-Einkommen betrug 31.143 USD. 4,3 Prozent der Einwohner lebten unterhalb der Armutsgrenze.